# Eriborus mandibularis
Eriborus mandibularis là một loài tò vò trong họ Ichneumonidae.